# Ceny Anděl 2016
Ceny Akademie populární hudby Anděl 2016 byly vyhlášeny 22. května 2017 v pražském Lucerna Music Baru.

## Ceny a nominace

### Hlavní ceny

#### Album roku
- Lenny – Hearts
- Jelen – Vlčí srdce
- Prago Union – Smrt žije

#### Nejprodávanější album roku
- Karel Gott – 40 Slavíků

#### Skladba roku
- Lenny – Hell.o
- Michal Hrůza – Pro Emu
- Priessnitz – Mrzáci

#### Skupina roku
- Jelen – Vlčí srdce
- Prago Union – Smrt žije
- Priessnitz – Beztíže

#### Zpěvák roku
- Thom Artway – Hedgehog
- Ondřej Ruml – Nahubu
- Xindl X – Kvadratura záchranného kruhu

#### Zpěvačka roku
- Lenny – Hearts
- Lenka Nová – Čtyřicítka
- Marta Kubišová – Soul

#### Objev roku
- Thom Artway – Hedgehog
- David Stypka – Vrány taky
- Light & Love – Surrender to the Stars

#### Videoklip roku
- Lenny – Hell.o, režie Tomáš Kasal
- Jananas – To samo, režie Tomáš Babka
- Midi lidi – Lux, režie Petr Marek

#### Síň slávy
- Věra Špinarová in memoriam

### Žánrové ceny

#### Alternativní hudba
- Martin Evžen Kyšperský – Vlakem
- Cermaque & Iamme Candlewick – Gravitace
- Jarda Svoboda – Solo

#### Elektronická hudba
- dné – These Semi Feelings, They Are Everywhere
- Himalayan Dalai Lama – Lama
- Midi lidi – Give Masterpiece a Chance!

#### Folk & Country
- Martina Trchová & Trio – Holobyt
- Jablkoň – Vykolejená
- Jan Řepka – Rozjímání o sendviči

#### Hard & Heavy
- Master's Hammer – Formulae
- Demimonde – Cygnus Oddyssey
- Necrocock – Houbařské album

#### Hip-hop
- Pio Squad – Stromy v bouři
- Prago Union – Smrt žije
- MC Gey – Rλp-Life

#### Jazz & Blues
- David Dorůžka – Autumn Tales
- Vertigo – Nononononininini
- Vilém Spilka Quartet – Podvod

#### Punk & Hard core
- Ucházím – Fragmenty vášní
- Kovadlina – Životy těch druhých
- Resurgo – V zajetí myšlenek

#### Rock & Pop
- Lenny – Hearts
- Něžná noc (Blanka Šrůmová, Jan Sahara Hedl) – Neměj strach
- Vltava – Čaroděj

#### Ska & Reggae
- The Chancers – Trigger Warning
- Nevereš – Zpátky na strop
- Pub Animals – Fatherland
- Michal Šeps – On přijde

#### World music
- Jiří Slavík – Mateřština
- Jitka Šuranská Trio – Divé husy
- Ridina Ahmedová & Petr Tichý – HLASkontraBAS